# Ньюи, Эдриан
Эдриан Ньюи (англ. Adrian Newey, род. 26 декабря 1958 года в Стратфорд-на-Эйвоне, Великобритания) — один из самых успешных конструкторов в истории автоспорта. Болиды, сконструированные под его руководством для разных команд, три раза побеждали в гонке 500 миль Индианаполиса и два раза помогли стать гонщикам чемпионами серии Champ Car, в гонках «Формулы-1» принесли победу в 150 Гран-при, 12 чемпионских титулов и 11 Кубков Конструкторов (с 1991 года и по состоянию на 2022-й). В Формуле-1 работал в командах Fittipaldi Automotive, March Engineering, Leyton House, Williams, McLaren, Red Bull Racing, c 1 марта 2025 года — управляющий технический партнер Aston Martin и акционер команды.

## Биография
В старших классах учился вместе с будущим телеведущим Джереми Кларксоном, а его главной страстью с самого детства были машины и гонки. Коллекционировал сборные модели спортивных автомобилей.
Окончил Университет Саутгемптона в 1980 году, 1-я степень с отличием в области аэронавтики (инженер-аэродинамик). Сразу же начал работать в команде Формулы-1 Эмерсона Фиттипальди. В 1981 перешёл в команду March.

### Williams

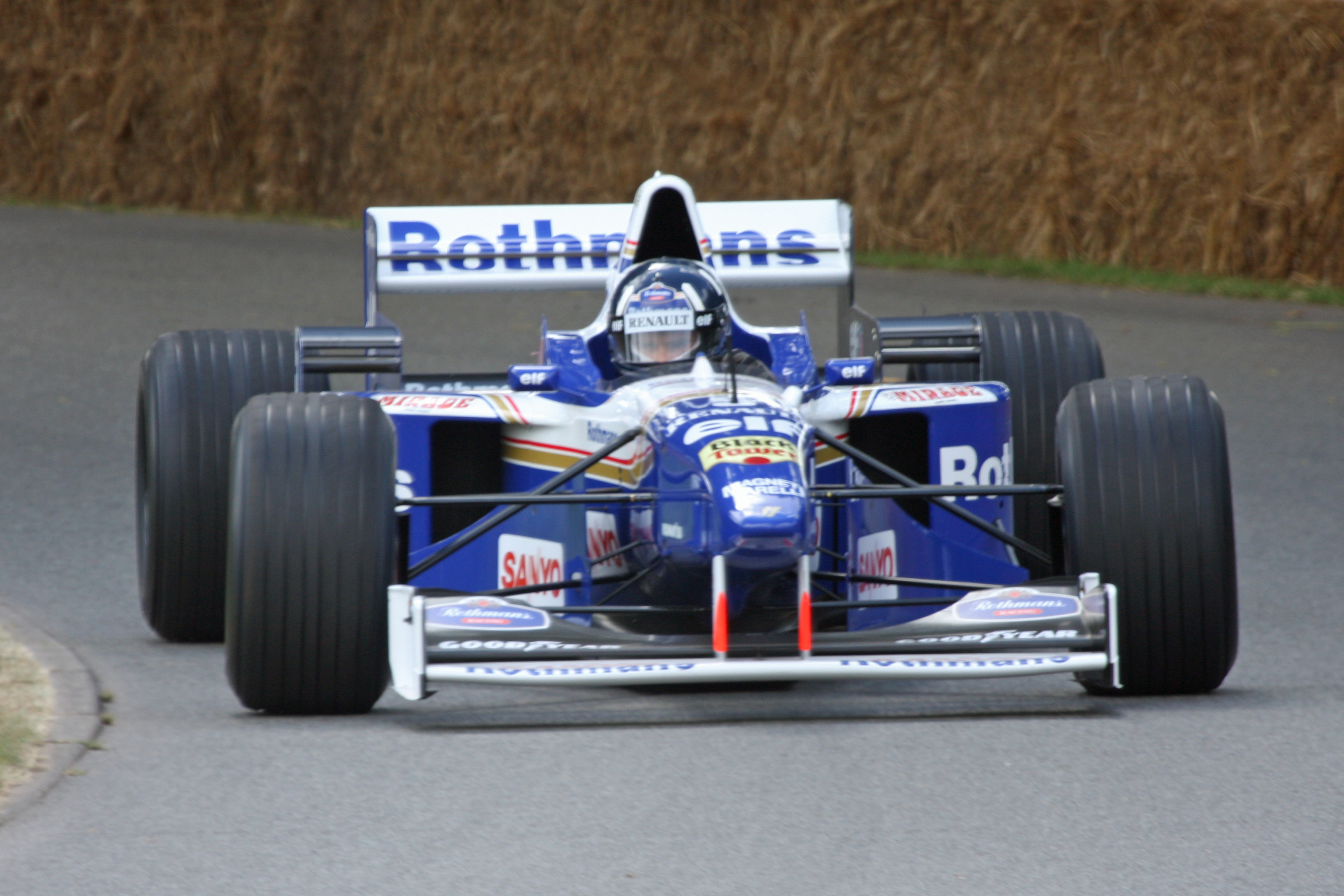
Чемпион мира 1996 Деймон Хилл управляет Williams FW18

C 1991 года начал работать специалистом по аэродинамике в команде Williams под руководством Патрика Хэда. Вскоре после этого у команды началась череда побед. Найджел Мэнселл в 1992 году завоевал чемпионский титул с рекордным количеством очков. Его успех на машинах, сконструированных Ньюи и Хэдом, повторили в 1993 году Ален Прост, в 1996 — Деймон Хилл, и в 1997 — Жак Вильнёв. На это же время приходится начало расцвета карьер Росса Брауна и Рори Бирна, создававших машины главного конкурента Williams, команды Benetton, на которых Михаэль Шумахер дважды стал чемпионом. Поэтому Ньюи часто сравнивают и сопоставляют с Брауном или Бирном.
Вопрос: Для вас что-то значит дуэль «Ньюи против Брауна»?

Эдриан Ньюи: Я не думаю об этом. Росс многого добился в своей карьере, но мы используем разные подходы. Я — конструктор, Росс — отличный технический менеджер. Я не очень хороший менеджер, мне больше нравится непосредственное участие в процессе разработки и совершенствования машины.
В 1994 году после гибели Айртона Сенны всё руководство Williams, и в особенности Ньюи как главный конструктор, попали под подозрение в непредумышленном убийстве, так как причиной трагедии могла стать конструктивная ошибка. После нескольких лет судебных разбирательств суд постановил, что вины команды и конструктора в аварии не было.
Только спустя более десяти лет генеральным прокурором было вынесено решение, которое говорило о том, что ответственность за аварию должна лечь на сотрудников компании. Эдриана Ньюи оправдали, так как он руководил созданием машины, но за модификацию отвечал технический директор команды Патрик Хед, которого и обвинили в произошедшем, однако в связи с тем, что срок давности лет по непредумышленному убийству истёк (срок давности по этой статье 7 лет) - наказания для него не последовало.

### McLaren

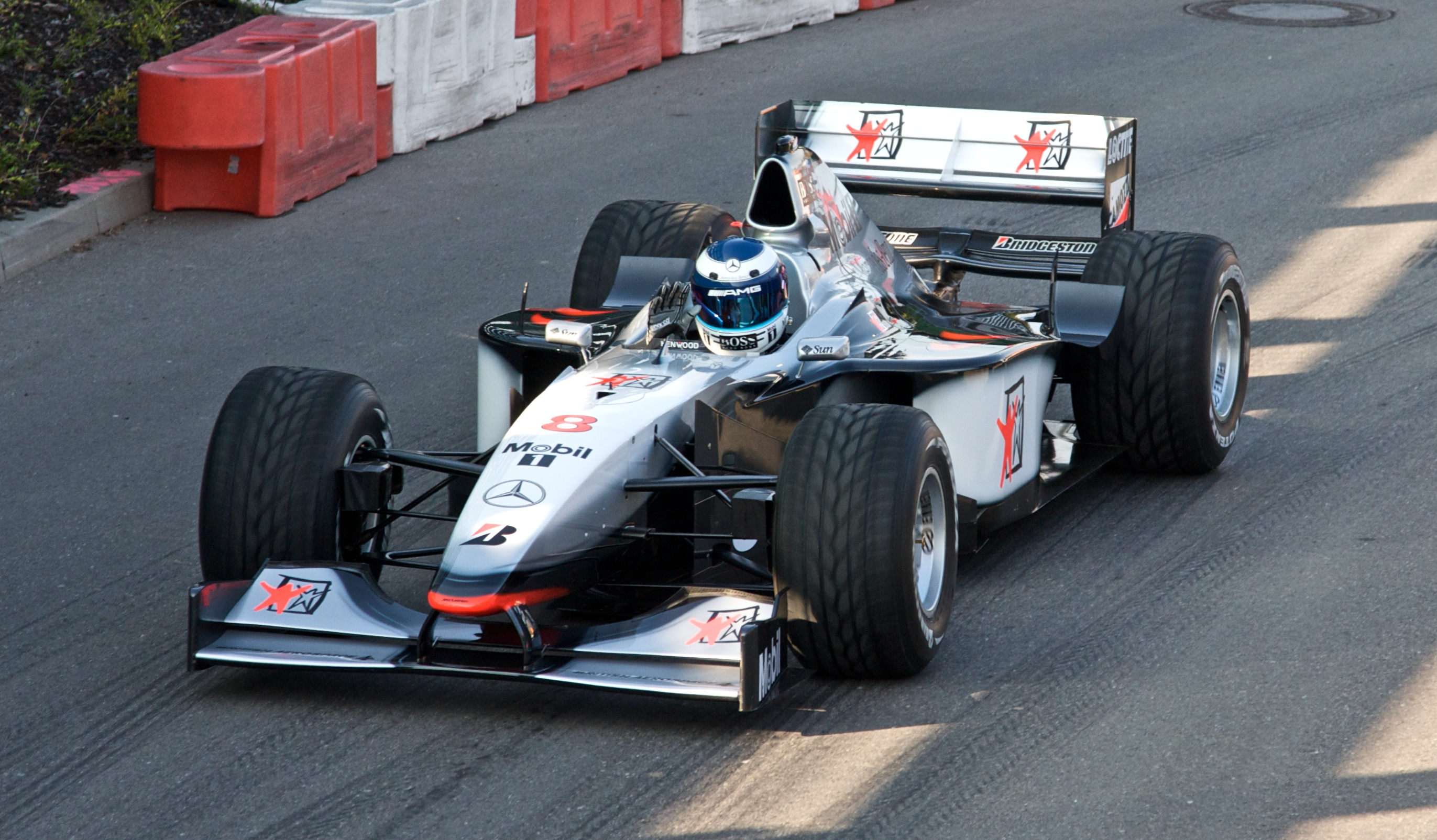
Мика Хаккинен в McLaren MP4/13

Амбиции Ньюи требовали карьерного роста, он был готов стать техническим директором команды, но в Williams он вынужден был оставаться подчинённым более опытного Хэда. Поэтому в 1997 году, сконструировав последнюю чемпионскую машину Williams, Ньюи перешёл в McLaren. Сразу после этого победы Williams прекратились, и команда два года не могла выиграть ни единой гонки.
McLaren с машинами Ньюи и новыми двигателями Mercedes уже с 1998 года стал одной из сильнейших команд. Мика Хаккинен на машинах, сконструированных Ньюи, выиграл чемпионаты 1998 и 1999 годов, а Дэвид Култхард одержал на них 12 побед и стал вице-чемпионом мира в 2001 году. Тем временем Браун и Бирн в 1997 году перешли в Ferrari после того, как Михаэль Шумахер годом раньше перешёл в итальянскую команду, которая с 1998 года, стала главным конкурентом McLaren. McLaren одерживал победы и в начале 2000-х, но часто оставался вторым или третьим позади Ferrari или Renault и иногда Williams. Они были близки к чемпионству в 2003-м, когда Кими Райкконену не хватило пары очков для чемпионского титула, и в 2005-м, когда Райкконен снова завоевал второе место в чемпионате. Но повторить успех конца 1990-х McLaren не удавалось.

### Red Bull

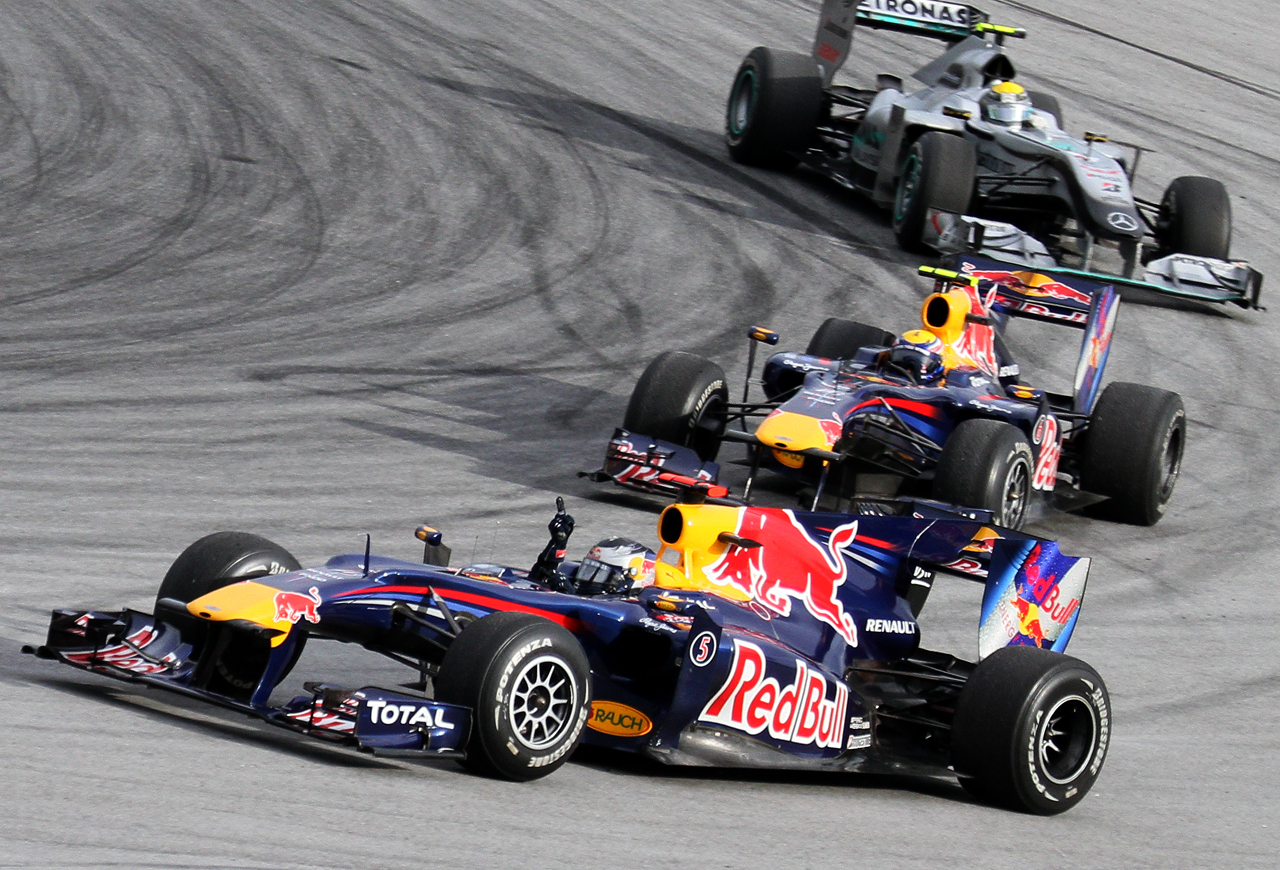
Себастьян Феттель и Марк Уэббер на Гран-При Малайзии 2010 ведут Red Bull RB6 к двойной победе.

Ещё когда команда Red Bull принадлежала концерну Ford и называлась Jaguar, её руководитель Бобби Рейхал, будучи знакомым с ним ещё по работе в Indycar в середине 1980-х, пытался переманить Ньюи. Не сумев заполучить Ньюи, Ford вскоре отказался от идеи собственной команды и продал свою долю акций компании Red Bull. В 2005 году Ньюи принял повторное предложение, на сей раз от Red Bull. Он успел начать работу над машиной McLaren 2006 года, но уже не участвовал в её доработке на тестах и по ходу сезона. В результате машина оказалась неконкурентоспособной и McLaren весь 2006 год провёл без побед.
Ньюи потребовалось несколько лет, чтобы привести Red Bull в форму. Его машины в 2007 и 2008 годах не завоёвывали побед и лишь изредка попадали на подиум. Но с 2009 года Red Bull Ньюи стали одними из лидеров чемпионата. В 2009-м Ньюи снова стал главным соперником Росса Брауна и его собственной команды Brawn Mercedes. Red Bull уступили Brawn, однако прогресс их оказался более надёжным. В 2010, 2011, 2012 и в 2013 годах Себастьян Феттель четырежды завоевал чемпионский титул, а команда Red Bull четырежды взяла кубок конструкторов.
Ньюи использовал в своих машинах революционные решения и рискованные, нестандартные трактовки регламента. По словам Ньюи, на него произвели большое впечатление двойные диффузоры, созданные Россом Брауном, которые использовали неточность в формулировке регламента и принесли команде Brawn чемпионство в 2009 году, и Ньюи решил действовать таким же образом. Некоторые его инновации, например, гибкое днище, гибкое переднее антикрыло и выдувные диффузоры, вызвали горячие споры, протесты со стороны соперников. Каждый раз ФИА не находила возможности наказать команду, и вносила изменения в регламент, направленные на прикрытие подобных «лазеек» в будущем. Вместе с Кристианом Хорнером продлил контракт с австрийской конюшней до 2017 года.
Занял 4 место в классе GT2 в гонке 24 часа Ле-Мана 2007 года.
Aston Martin
Подписал контракт c командой на 2025 год

## Об Эдриане Ньюи
Дэвид Култхард, гонщик:
Главную проблему «Макларена» и всех остальных команд «Формулы-1» зовут Эдриан Ньюи. Его достижения говорят сами за себя. Построенные им болиды уже выиграли более ста Гран-при. Точно так же нельзя винить Энди Маррея в поражении Роджеру Федереру на «Уимблдоне», ведь он, как кажется, все правильно делал. Так же и «Макларен», на самом деле, делает все правильно. Просто Эдриан Ньюи такой один.
Росс Браун, конструктор:
Эдриан притягивает успех. Его честолюбие и технический уровень невероятны. Ньюи – фантастически сильный соперник, но не стоит считать, что своим успехом команда обязана одному человеку – это плод коллективного труда множества специалистов.